# 투명박막 트랜지스터
투명박막 트랜지스터(Transparent Thin Film Transistor, TTFT)는 최근에 활발하게 연구 개발하게 된 박막 트랜지스터(TFT)의 한 종류로 가시광선(파장 360 ~ 830 nm)을 통과하는(투명한) 것이 특징이다.
일반적인 반도체는 밴드 갭은 작기 때문에(Si는 1.12[eV]) 광자(photon)가 원자 격자사이에 들어왔을 경우에는 비교적 긴 파장의 것도 있어서 전자가 흡수하면 conduction band에 여기된다. 그러나 ZnO(Zinc oxide)로 만들어진 소자는 밴드 갭이 넓고(ZnO는 3.35[eV]) Si에서 흡수되어 버리는 파장의 광자도 흡수하지 않고 투과한다.(실제로 ZnO는 파장 300 ~ 1300 nm 범위에서 80% 이상 투과됨) 그렇기 때문에 투명한 트랜지스터를 구성하는 것이 가능해졌다.
최근 활발하게 개발을 하고 있는 것은 유기소재를 이용한 것과 무기소재에서 ZnO같은 간단한 바이너리 구성의 것부터 1996년에 도쿄공업대학의 연구그룹에 의해서 발표된 HMC(Heavy Metal Cation)로 불리는 중금속 원자를 이용한 산화물에 의한 구성의 것(2가지 종류 이상, 최근에는 3가지 종류의 중금속 원자가 사용됨)에 이르기까지 여러가지가 있다. 제일 간단한 구성의 ZnO를 이용한 TTFT는 오리건 주립 대학 (Oregon State University)의 연구그룹에 의해서 2003년에 발표되었고, 2006년 1월에는 일리노이 대학 얼바나 샴페인(University of Illinois, Urbana-Champaign)의 교수진이 탄소 나노튜브를 이용한 것을 발표했으며, 같은년 10월에는 노스웨스턴 대학의 연구 후르프가 유기 소재를 절연막에 사용한 무기소재 기반의 TTFT를 발표하였다.
기본적으로 무기소재 기반에서는 그 응용 용도를 휘어질 수 있는 것과 통상의 SI에 비하여 저내열 소재(플라스틱같은)를 사용하기 때문에 제조 프로세서중에 고온을 필요로 하는 결정 구조는 사용하지 않고 저온으로 구성이 가능한 아모퍼스 상태의 것을 중심적으로 연구되고 있다.
무기소재와 유기소재 기반의 TTFT를 비교하면 유기 기반은 프로세스가 간단하고 소재의 유연성이 풍부하지만, 무기 기반은 유연성은 부족하지만 전자의 이동도가 높은 특징이 있다.